# Ряд людвігіту — вонсеніту
Борати ряду людвігіту – вонсеніту - мінерали із хімічними формулами від {\displaystyle {\ce {Mg2Fe^3+(BO3)O2}}} до {\displaystyle {\ce {Fe2^2+Fe^3+(BO3)O2}}}. 
Кристалізуються в орторомбічній сингонії, в окремих випадках містять до 2% SnO2.

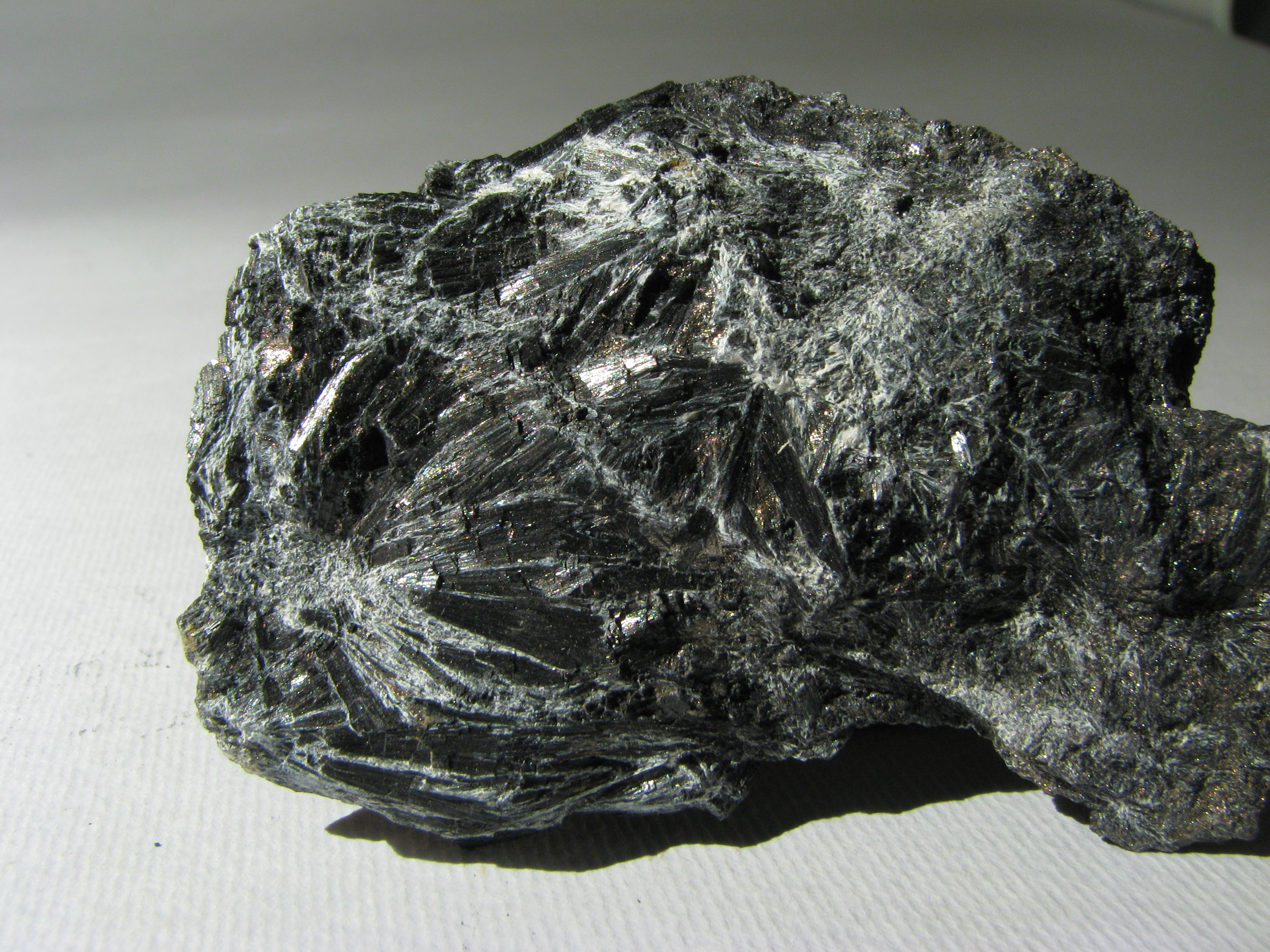
Людвігіт
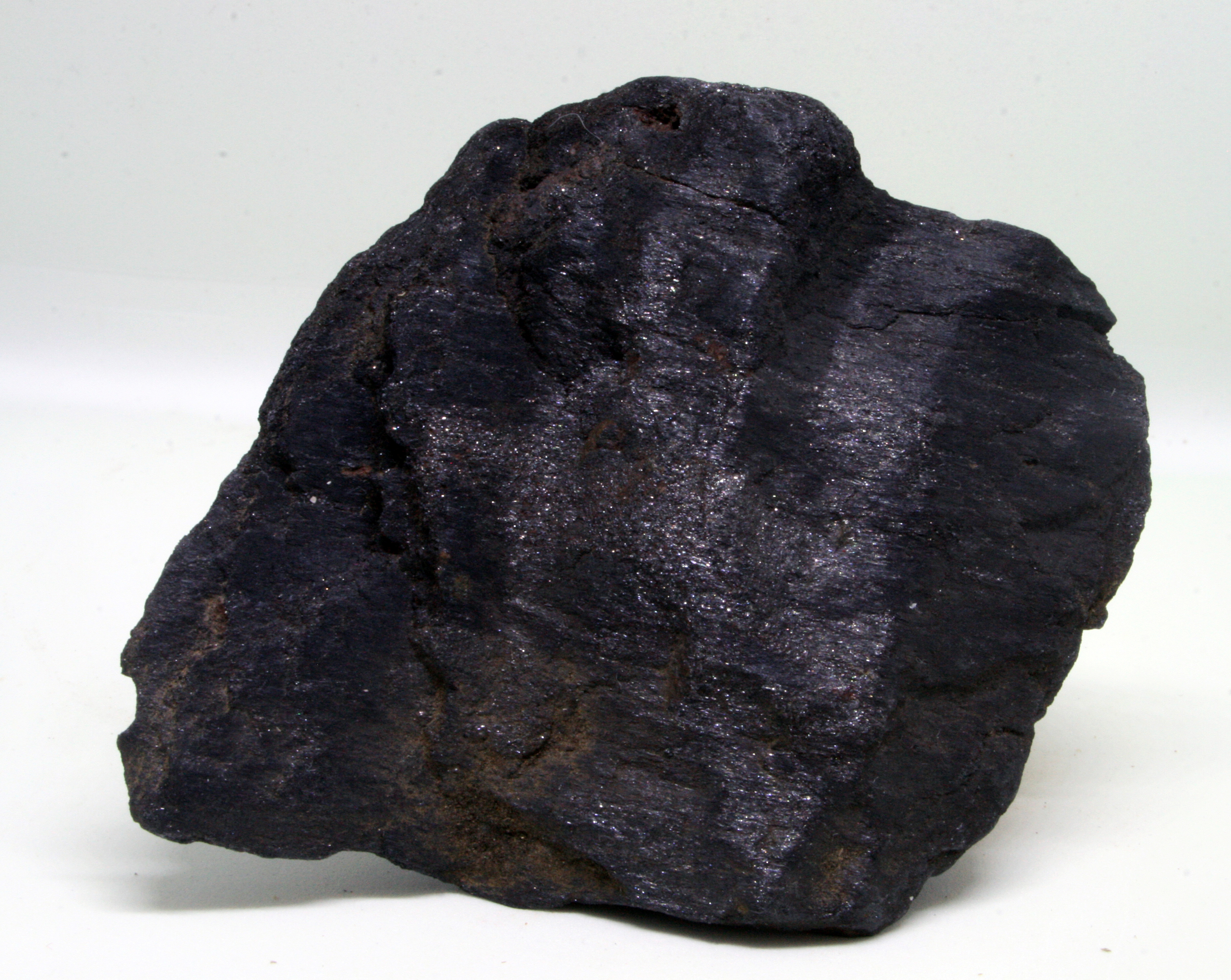
Вонсеніт